# Separatisti di Pattani

Bandiera dei Separatisti di Pattani

I Separatisti di Pattani o PULO (acronimo in inglese Patani United Liberation Organization) è uno dei movimenti separatisti attivi che chiede l'indipendenza della regione di Patani. Questo gruppo, insieme ad altri, è attualmente in lotta per l'indipendenza in Thailandia del sud, la cui popolazione è prevalentemente di etnia malay e di religione musulmana.
Secondo l'Ufficio nazionale di Statistica di Thailandia, nel 2015 vi erano nel Paese 2 892 311 musulmani, il 4,3% della popolazione totale; sono principalmente di etnia malay e sono concentrati soprattutto nelle province ai confini con la Malaysia di Narathiwat, Pattani, Yala, Songkhla e Satun. Altre comunità islamiche si trovano a Bangkok e nelle altre province della Thailandia del Sud. Malgrado la conquista dei territori di frontiera risalga ai tempi del Regno di Sukhothai (1238-1438) e sia sempre stata rispettata dai siamesi la libertà religiosa dei musulmani, spesso vi sono state ribellioni e spinte autonomiste.
Molti musulmani si sono da lungo tempo integrati nella società thai, ma nelle province di Narathiwat, Pattani e Yala, zona conosciuta come regione di Patani, si sono formati diversi gruppi autonomisti. Questa zona costituiva il sultanato di Pattani, Stato vassallo del Siam fin dalla sua fondazione, tra il XIV e il XV secolo. Tra le varie problematiche denunciate da tali gruppi, vi sono l'abolizione della dinastia del sultano nel 1786 e l'assenza di legali rappresentanti locali alla firma del trattato anglo-siamese del 1909, che sancì l'attuale frontiera tra la Thailandia e la Malesia.